# Barbu Theodorescu
Barbu Theodorescu (n. 14 august 1905, Craiova – d. 18 ianuarie 1979, București)  a fost un istoric literar, folclorist, biograf, bibliograf și editor român de documente. Activitatea sa publicistică s-a axat în principal asupra vieții și activității lui Nicolae Iorga.

## Biografie
A făcut studiile liceale în Craiova la Liceul Național, după care a urmat cursurile Facultății de Litere și Filozofie din București. În paralele s-a înscris la Facultatea de Drept din București. A făcut studii de specializare în Elveția, Italia și Franța în perioada 1929 - 1931. În anul 1939 și-a luat doctoratul în litere și filozofie. Ca elev a fost cititor abonat la biblioteca Fundației Alexandru și Aristia Aman din Craiova.
De-a lungul anilor, cariera l-a determinat să ajungă secretar al profesorului Nicolae Iorga și ulterior, în perioada 1931 - 1932, a îndeplinit funcția de director de cabinet al președintelui Consiliului de Miniștri. A mai fost profesor de liceu în București, asistent și lector și mai apoi conferențiar universitar. În cadrul Fundației pentru Literatură și Artă a fost subdirect de unde a avansat și a devenit secretar al Uniunii Fundațiilor Culturale. În perioada 1930 - 1948 a fost redactor șef la Revista Vremea din București, unde a colaborat cu George Călinescu, Mircea Eliade și Gala Galaction și mulți alții.
Barbu Theodorescu a participat la organizarea cursurilor Universității Populare din Vălenii de Munte.
Debutul publicistic l-a avut pe vremea când era elev de liceu și a tradus piesa Les grandes de Pierre Veber și Serge Basset. Piesa a fost jucată la Teatrul Național din Craiova.

## Opera
- Nicolae Iorga - (1931);
- Tipografia  olteană - (1931);
- Bibliografia  operei  lui  Nicolae  Iorga - (1931);
- Bibliografia  istorică  și literară a lui Nicolae Iorga, 1890 - 1934 (vol.I, 1935);
- Bibliografia politică, socială  și  economică  a  lui  Nicolae Iorga, 1890 - 1934 (vol.II,  1937);
- Constantin Lecca, Academia Română, Publicațiile fondului Elena Simu, 1938
- Manualul  bibliotecarului - (1939);
- Cultura  italiană  în  România - (1942);
- Folclor  literar  românesc - (1967);
- Nicolae  Iorga - (1968);
- Constantin Lecca - (1969);
- Biografia școlară a lui Nicolae Iorga. Studii  și  documente -  (1970);
- Istoria  bibliografiei  române - (1972);
- Nicolae Iorga. Bibliografie - (1976).